# Gewerkschaften in Estland
Die Gewerkschaften in Estland gehören zum größten Teil einem der beiden Gewerkschaftsbünde an:
| Name des Gewerkschaftsbunds                                                                          | Mitglieder                                  | Zugehörigkeit zu einem Internationalen Gewerkschaftsverband |
| --- | ------------------------------------------- | ----------------------------------------------------------- |
| Eesti Ametiühingute Keskliit EAKL (Estnischer Gewerkschaftsverband)                                  | 18.438 (zahlende Mitglieder im Januar 2020) | ITUC, ETUC, BASTUN                                          |
| Teenistujate Ametiliitude Keskorganisatsioon TALO (Estnischer Gewerkschaftsverband der Angestellten) | 3.000 (Schätzung)                           | ETUC, BASTUN                                                |

## Mitgliedsgewerkschaften, internationale Kontakte
Mitgliedsgewerkschaften des EAKL sind u. a. (in Klammern jeweils: Mitgliederzahlen, Zugehörigkeit zu einer Globalen Gewerkschaftsföderation):
- Eesti Tervishoiutöö-tajate Kutseliit ETK (Gewerkschaft der medizinischen Fachkräfte Estlands)
(2.900 (Januar 2020));
- Eesti Meremeeste Sõltumatu Ametiühing EMSA (Estnische Unabhängige Gewerkschaft der Seeleute)
(2.836 (Januar 2020) ITF, ETF).

Keinem der beiden Bünde gehören u. a. an:
- Eesti Haridus-töötajate Liit EHL (Estnische Gewerkschaft des Bildungspersonals)
(5.500–6.000 EI, ETUCE);
- Eesti Arstide Liit EAL (Estnischer Ärzteverband EAL)
(3.100 (Januar 2020), WMA, CPME, UEMS)